# ستاره خضراء
ستاره خضراء فیلمی به کارگردانی و نویسندگی محمدرضا ورزی ساختهٔ سال ‌۱۳۸۶ است. روایت راهب نصرانی که یک شبانه روز را با سر مبارک امام حسین (ع) سپری می‌کند و به واسطه کراماتی که می‌بیند مسلمان می‌شود.

## بازیگران
| بازیگران          | نقش                |
| ----------------- | ------------------ |
| محمد صادقی        | انطوان راهب نصرانی |
| چنگیز وثوقی       | خولی بن یزید اصبحی |
| لیلا موسوی        | ماریان             |
| اکبر عبدی         | چوپان              |
| احمد نجفی         | راهب اعظم          |
| سعید نیک‌پور       | حر                 |
| فخرالدین صدیق‌شریف | عبدالله            |
| محمد ابهری        | عمر بن سعد         |
| مهدی کاسه‌ساز      | پی‌یر               |
| نیما زارع         | عیسی ابن مریم      |
| مسعود عجمی        | یهودا اسخریوطی     |
| حسین باقریان      | سرجینوس            |
| سیروس فراهانی     | همراه خولی         |
| سولماز صدیق‌افشار  | ناتالی             |
| اسدالله ناظمی     | طبیب               |
| حسن نیکرو         | شمر                |